# حجت امام غایب
حجت که نظریهٔ اصلی اسماعیلیان فاطمی بود، همانا تداوم امامت در بازماندگان ابوعبدالله جعفر بن محمد صادق بود. اسماعیلیان تا حدود سال ۲۸۶ هجری قمری محمد بن اسماعیل را به عنوان آخرین امام خود می‌شناختند و منتظر ظهور وی بودند اما در همان سال عبیدالله مهدی با ادعای امامت خود و رهبران مرکزی نهضت، مهدویت محمد بن اسماعیل را رد کرد. یعنی رهبری نهضت در دورهٔ بین جعفر صادق و عبدالله مهدی برعهده اشخاصی بود که سعی می‌کردند کسی به هویت و شخصیت آن‌ها پی نبرد. بنابر آنچه محققان دریافته‌اند حجت پیش از اصلاحات عبیدالله مهدی هم وجود داشته و در واقع رهبران اصلی نهضت مقام «امام مستور» را برای خود قائل شده‌بودند و مردم هم از طریق آن‌ها می‌توانستند از دستورهای امام آگاهی یابند. بنابر گفته‌های عبیدالله رهبران مرکزی که خود را امام مستور می‌دانستند در آغاز در پوشش حجت امام غایب خود را معرفی می‌کردند و دعوت او را گسترش می‌دادند، آن‌ها ابتدا از نام‌هایی مانند مبارک، میمون، سعید و… استفاده می‌کردند؛ حال آن که امامت در فرزندان جعفر صادق باقی مانده‌بود و محمد بن اسماعیل هم یکی از همان نام‌های مستعار نزدیکان عبیدالله مهدی بود.